# Eudora Cabéria
Eudora Cabéria, né en 1917 à Cayenne, en Guyane et mort le 22 mars 2021, à l’âge de 104 ans, dans la même ville, est une auteure-compositrice française. Sœur du chanteur Eudomir Cabéria, elle est connu pour avoir co-écrit et composée « Mé mo tou cho », l’une des chansons patrimoniales, les plus appréciées du répertoire guyanais.

## Biographie
Née le 10 mars 1917, à Cayenne, Eudora grandit dans une famille de musiciens. Accompagné de ses frères et sœurs, Eudomir, Albany, Maurice et aussi Gaëtan, ils créent ensemble l’orchestre Cabéria qui s’était fait une réputation pendant le carnaval guyanais.
Elle a écrit et composée avec sa sœur Albany Cabéria la célèbre chanson « Mé Mo tou cho », titre renommé, qui appartient au patrimoine musical guyanais.

## Discographie
- Mé mo tou cho

## Récompenses
- Lindor[3] :
  - Lindor de la meilleure musique patrimoniale, 2008
  - Lindor d’honneur, 2017